# Is Anybody Out There?
„Is Anybody Out There?” – pierwszy singiel kanadyjsko-somalijskiego rapera K’naana, promujący jego pierwszą EP, zatytułowaną More Beautiful Than Silence oraz czwarty album studyjny – Country, God or the Girl. Powstały przy gościnnym udziale kanadyjskiej piosenkarki Nelly Furtado.  Twórcami tekstu utworu są Keinan Warsame, Edwin Serrano, Nelly Furtado, Melanie Hallim, Denarius Motes oraz Hasham Hussain, natomiast jego produkcją zajęli się Sham & Motesart. Singel swoją premierę miał 24 stycznia 2012 roku. 

## Tło
„Is Anybody Out There?” został wyprodukowany przez Sham & Motesart. W warstwie tekstowej, utwór mówi o pewności siebie, separacji i samotności. K’naan w swojej kwestii rapuje o młodej dziewczynie Mary, porównując ją do amerykańskiej aktorki Cameron Diaz: „Something ’bout Mary, never won a pageant / Never felt pretty, never looked like Cameron / Diaz was her last name, always been abandoned / Keep your head up baby girl, this your anthem.”. Teledysk do „Is Anybody Out There?” został wyreżyserowany przez Chrisa Robinsona w mieście Toronto, prowincji Ontario, w Kanadzie w pierwszym tygodniu lutego.

## Opinia krytyków
„Is Anybody Out There?” uzyskał mieszane recenzje od krytyków. Piosenka zdobyła negatywną opinię od Jodego Ronsena z magazynu „Rolling Stone”. Rosen dał tej kolaboracji półtora z pięciu możliwych gwiazdek, krytykując zawartość liryczną tego utworu. Bill Lamba z portalu About.com ocenił wokal Furtado i K'naana, gdzie przyznał on cztery na pięć gwiazdek, lecz została skrytykowana „waga piosenki”.

## Wersje utworu
- Digital download[5]

1. „Is Anybody Out There?” – 3:58

- CD single[6]

1. „Is Anybody Out There?” – 3:58
2. „Is Anybody Out There?” (Cutmore Radio Edit) – 3:27

## Notowania na listach
| Lista (2012)                          | Najwyższa pozycja |
| ------------------------------------- | ----------------- |
| Austria (Ö3 Austria Top 40)           | 7                 |
| Belgia (Ultratop Flandria)            | 10                |
| Belgia (Ultratop Walonia)             | 19                |
| Czechy (Singles Digitál Top 100)      | 24                |
| Holandia (Dutch Top 40)               | 15                |
| Kanada (Canadian Hot 100)             | 14                |
| Niemcy (Media Control Charts)         | 11                |
| Nowa Zelandia (Recorded Music NZ)     | 1                 |
| Polska (AirPlay – Nowości)            | 4                 |
| Słowacja (Singles Digitál Top 100)    | 15                |
| Stany Zjednoczone (Billboard Hot 100) | 92                |
| Stany Zjednoczone (Pop Songs)         | 27                |
| Szwajcaria (Schweizer Hitparade)      | 20                |
| Węgry (Rádiós Top 40)                 | 30                |